# Impasse des Cloÿs
L'impasse des Cloÿs est une voie située dans le quartier des Grandes-Carrières du 18e arrondissement de Paris.

## Origine du nom

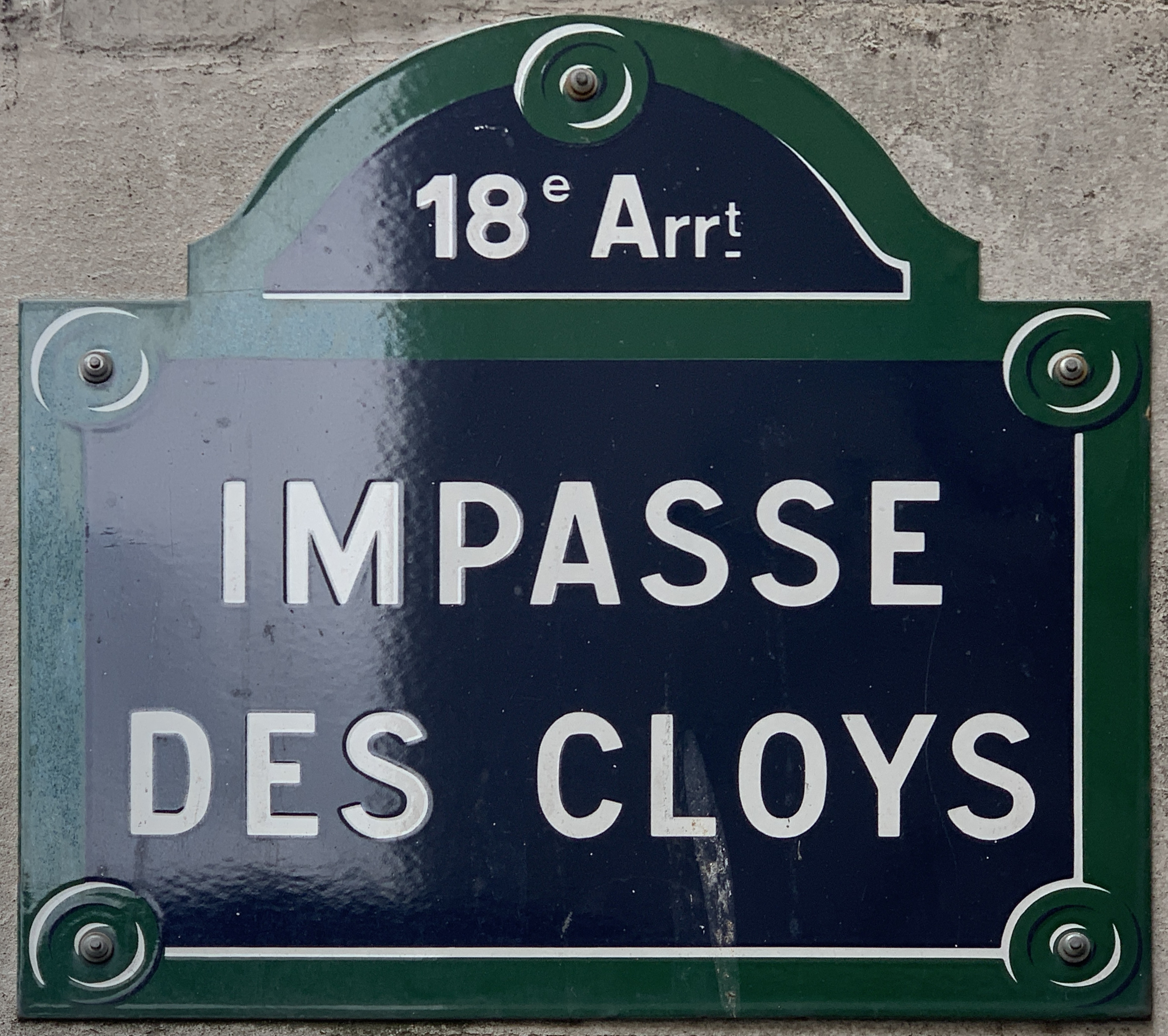
Plaque de l'impasse.

Cette voie doit son nom à un lieu-dit.

## Historique
Ancienne « impasse des Artistes », elle prend par un arrêté du 10 novembre 1873, le nom d'« impasse des Cloÿs ».

## Bâtiments remarquables et lieux de mémoire
Cette voie a la particularité de ne posséder qu'une seule adresse correspondant à la maison du n°4.